# Conopodium majus
Conopodium majus (Gouan) Loret., conosciuta anche come conopodio maggiore o bulbocastano piriforme, è una pianta appartenente alla famiglia delle  Apiaceae. La sua parte sotterranea assomiglia a una castagna e talvolta viene consumata come radice selvatica o coltivata.

## Descrizione

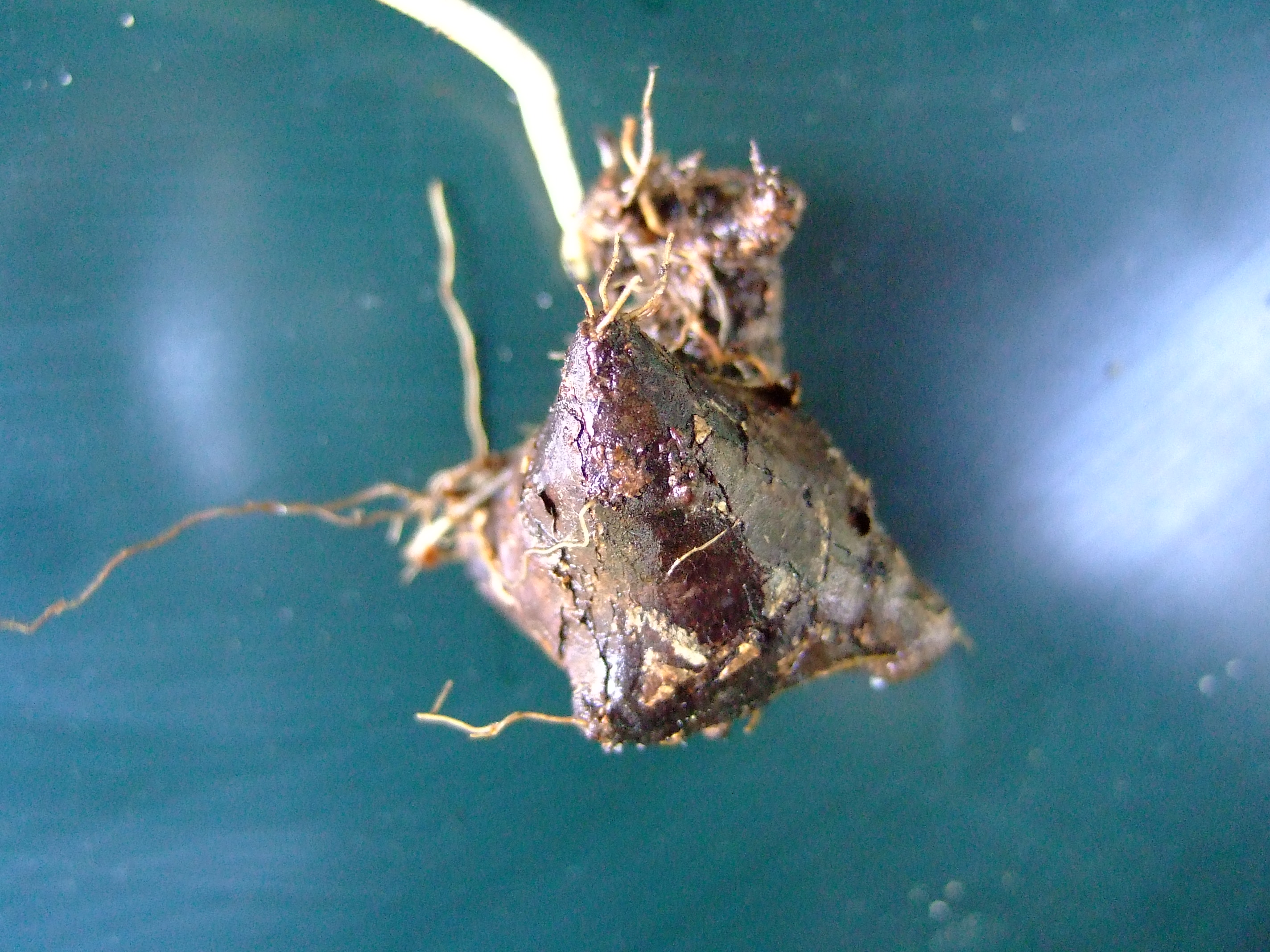
Radice di C. majus

C. majus ha uno stelo liscio e sottile, lungo fino a 40 centimetri, foglie molto divise e piccoli fiori bianchi in ombrelle terminali composte a molti raggi. 
La radice arrotondata è simile a una castagna per il suo colore marrone e per le sue dimensioni (fino a 25 millimetri di diametro), e il suo sapore dolce e aromatico è stato paragonato a quello della castagna, della nocciola, della patata dolce e della noce del Brasile. Gustosa e nutriente, le sue qualità alimentari sono ampiamente apprezzate ed è popolare tra i raccoglitori di cibo selvatico, ma rimane una coltura minore, in parte a causa delle sue basse rese e della difficoltà di raccolta.

## Distribuzione e habitat
La pianta è comune e originaria dell'Europa occidentale, delle isole britanniche e della Norvegia. Cresce nelle siepi, nei boschi e nei campi ed è un indicatore biologico di praterie di lunga data. 
Non si rinviene su terreni alcalini in natura. Questa specie risponde alla coltivazione producendo tuberi più grandi.